# Pokémon: Detektiv Pikachu
Detektiv Pikachu (anglicky Detective Pikachu) je film z roku 2019. Producenti byli Toho a Legendary Pictures. Scénář napsal Rob Letterman. Jde o první hraný film o Pokémonech.

## Obsazení
| Ryan Reynolds   | Pikachu a Harry Goodman   |
| Ikue Otani      | hlas Pikachu              |
| Justice Smith   | Tim Goodman               |
| Kathryn Newton  | Lucy Stevensonová         |
| Suki Waterhouse | paní Normanová (Ditto)    |
| Omar Chaparro   | Sebastian                 |
| Ken Watanabe    | poručík Yoshida           |
| Chris Geere     | Roger Clifford            |
| Bill Nighy      | Howard Clifford           |
| Rita Ora        | profesorka Ann Laurentová |
| Karan Soni      | Jack                      |
| Cadiff Kirwan   | starosta Ryme City        |
| Rina Hoshino    | Mewtwo                    |
| Kotaro Watanabe | Mewtwo                    |

A další